# 护国般若寺
护国般若寺坐落在长春市中心人民广场东北方。它是长春规模最大，保存最为完整的寺庙，现为吉林省佛教协会所在地，是长春市主要的佛教寺院。

## 历史
般若寺始建于民国十一年（1922年），原位于长春西四马路。当时长春市佛教界迎请倓虚法师开讲《金刚般若经》和《般若心经》皈信四众，并创建寺院，遂取“般若”为寺名。当初经过几年努力，天王殿、大雄宝殿相继建成，佛像也塑建完毕，正准备举行开光典礼时，发生了九一八事变。满洲国定都长春后，修路要通过般若寺，刚刚建成的寺庙被迫全部拆除，搬迁到现址西长春大街重建。
大同元年（1932年），澍培法师来到般若寺，接替倓虚法师主持建寺工程。大同三年（1934年）满洲国改政体为帝制，改国号为“满洲帝国”。康德元年（1934年）敕赐寺名为“护国般若寺”。直到1936年，山门、天王殿、大雄宝殿和藏经楼等殿堂才相继完工，当年举行了开光典礼，澍培法师任首任住持。重建后的寺院占地1.4万平方米。1936年，般若寺还举行了首次传戒法会，有1300多人受戒，在东北佛教界产生了很大影响。
与般若寺南门一街之隔的地方原为建于1941年的造福观世音菩萨道场，占地6700多平方米，高大的观世音菩萨站立在莲花宝座之上。道场于1944年隆重开光，成为佛教界的一次盛会。道场和观音像毁于文革。

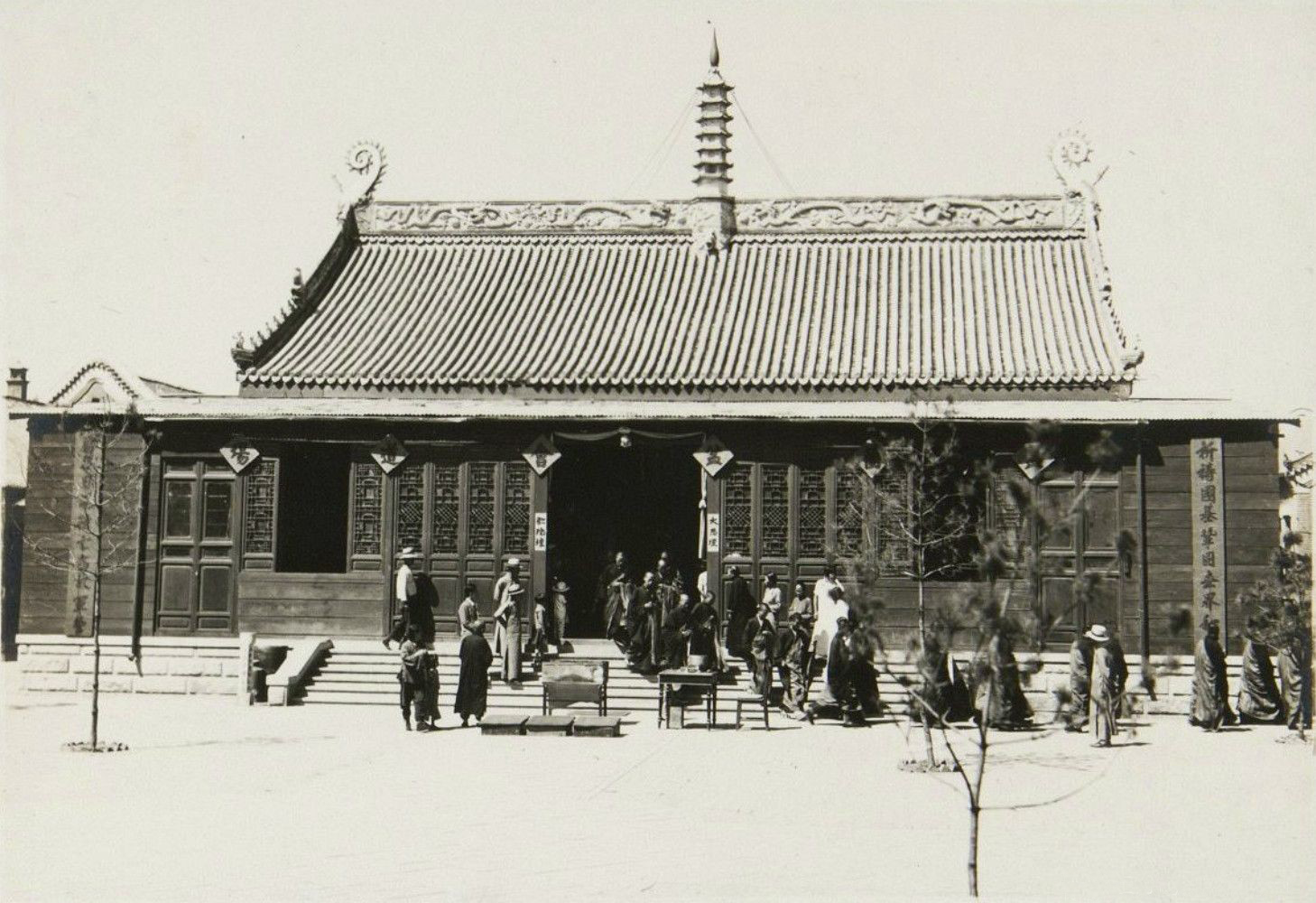
满洲国时期的护国般若寺
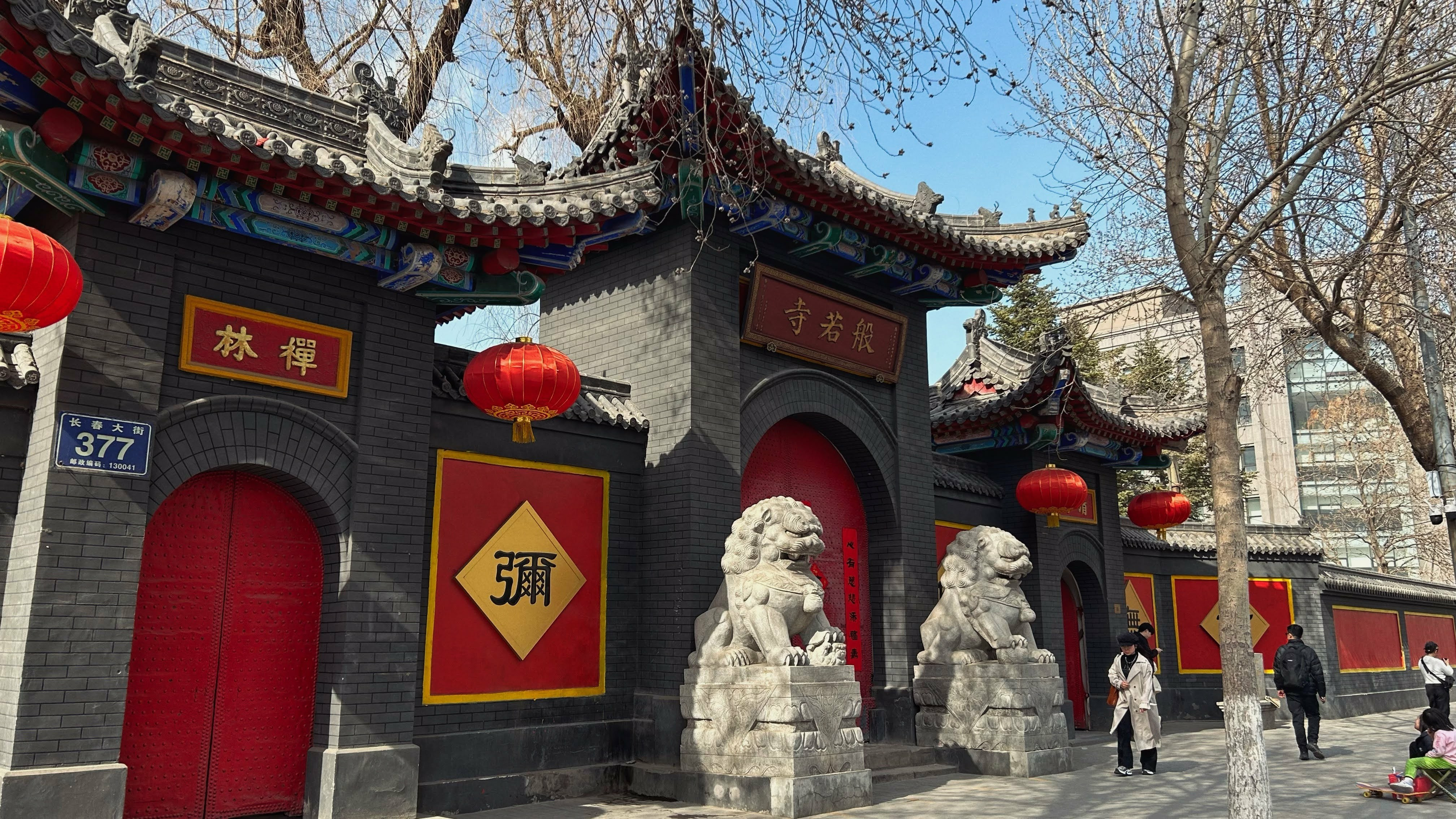
山门
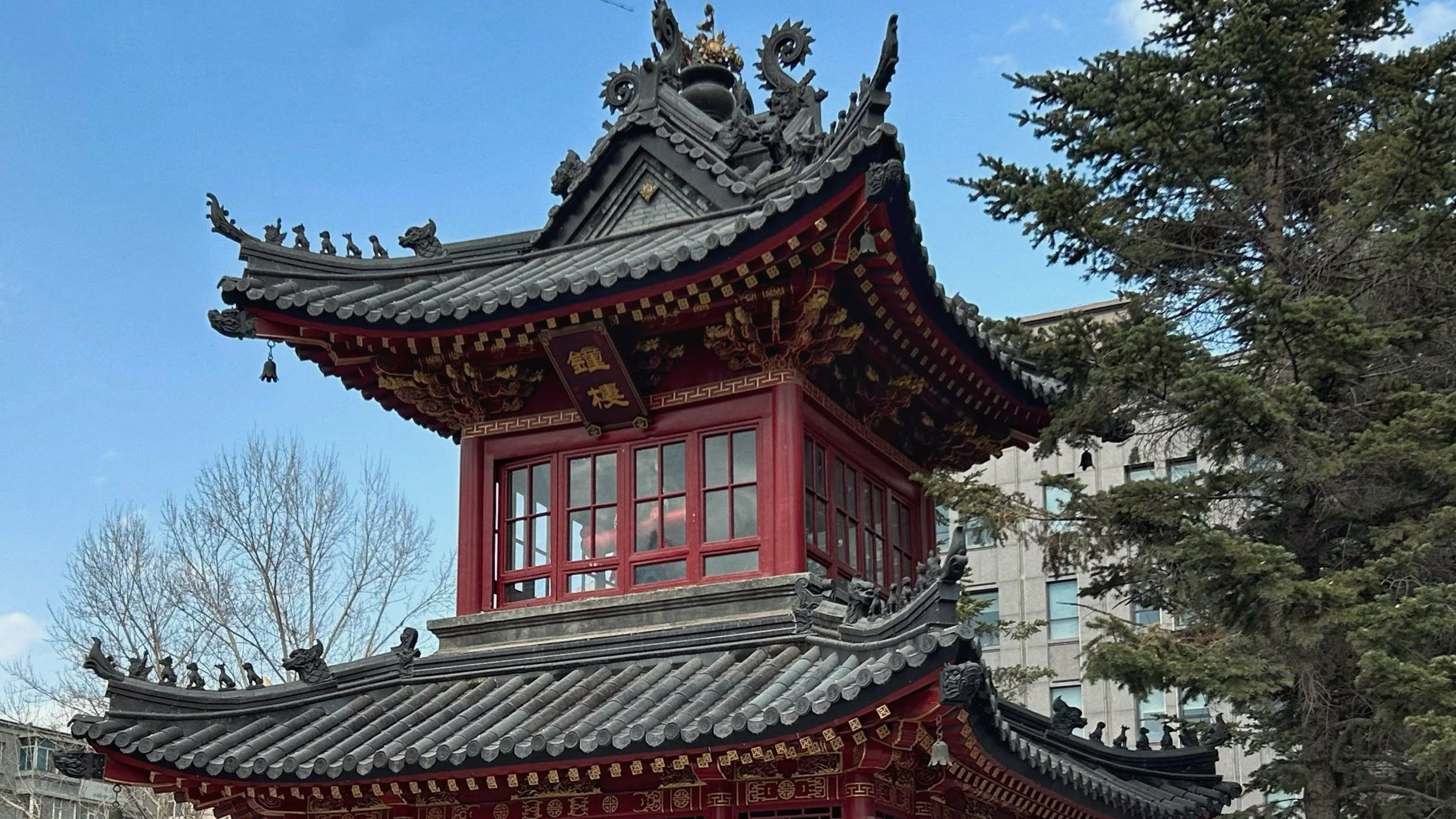
钟楼
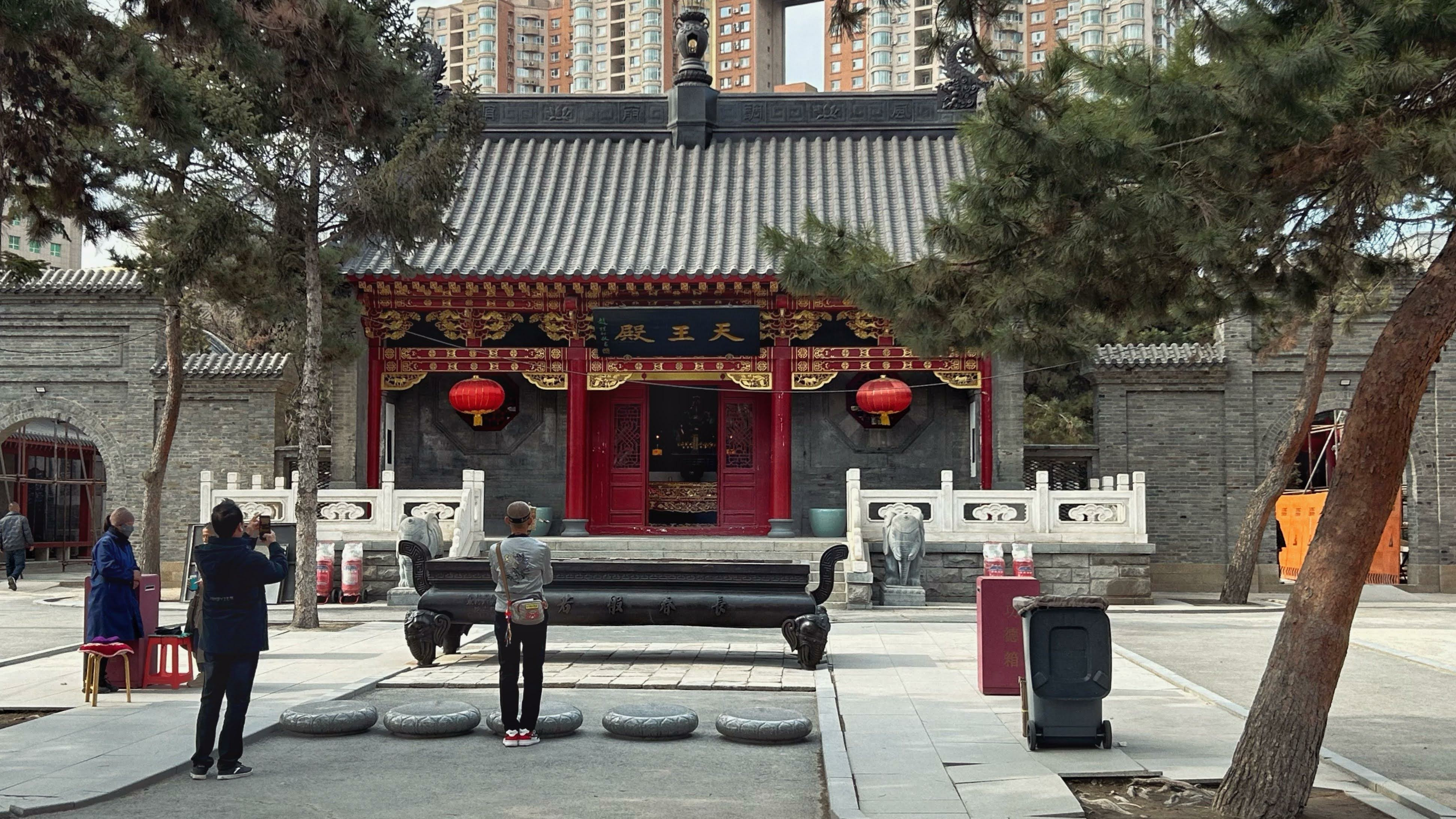
天王殿
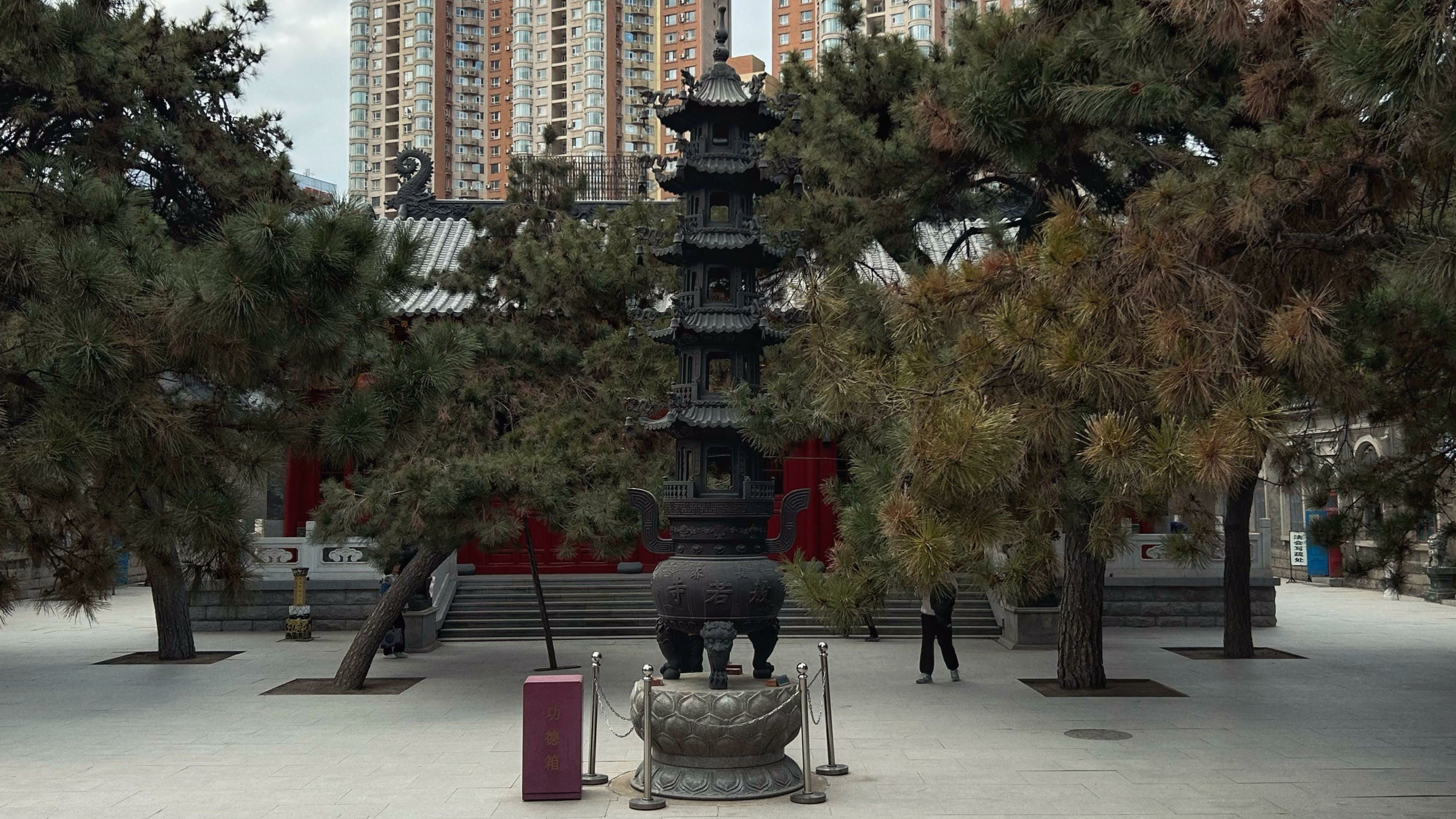
大雄宝殿